# Vraneček
Vraneček (Selaginella) je rod vytrvalých výtrusných rostlin řazených do příbuznosti plavuní (Lycopodiophyta). Je jediným žijícím rodem čeledi vranečkovité (Selaginellaceae) a řádu vranečkotvaré (Selaginellales). Rod je velmi variabilní, vedle nízkých plazivých typů existují i vzpřímené nebo šplhavé druhy. Je známo více než 700 druhů vranečků, většina z nich je rozšířena v tropech. Dříve se v Česku vyskytovaly 2 původní rody: vraneček brvitý (Selaginella selaginoides) a vraneček švýcarský (Selaginella helvetica). Dnes v České republice roste již pouze jeden druh, a to vraneček brvitý.
Jde o velmi starou skupinu rostlin, nejstarší zkameněliny vranečků jsou známy z karbonu, tedy z doby před 300 miliony let. Zástupce popisovaný jako Selaginellites byl již heterosporický a vypadal velmi podobně jako dnešní druhy. Jinak jsou fosilní nálezy tohoto bylinného rodu velmi řídké.

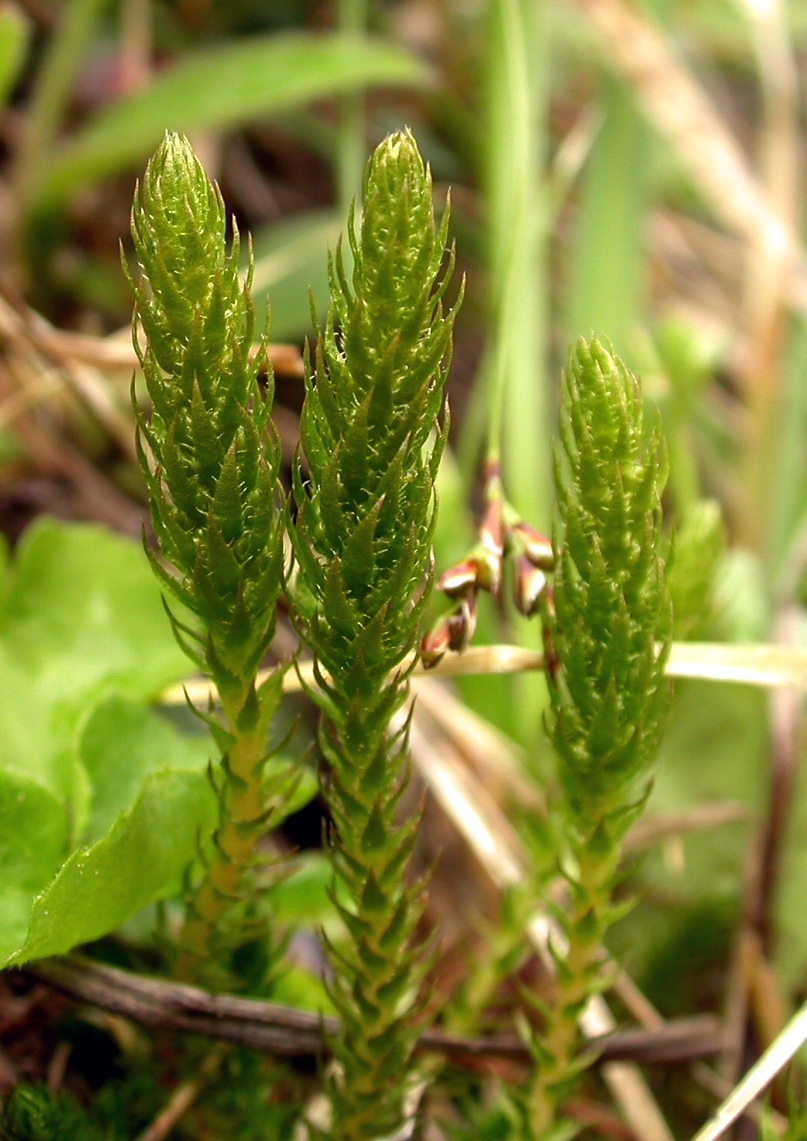
Vraneček brvitý (Selaginella selaginoides)

## Popis
Lodyhy jsou tenké, vzpřímené, vláknité asi 3–10 cm dlouhé. V dolní části jsou nepravidelně vidličnaté a větvené v řídkých trsech. Lodyha má krátce plazivý hlavní stonek. Listy jsou všechny stejného tvaru, elipticky kopinaté až vejčité, zašpičatělé, třásnitě zubaté, spirálně uspořádané s jedním cévním svazkem. Listy na lodyze směřují do všech stran. Na konci lodyh vytvářejí listy výtrusnice, které jsou seskupené do klasů. Výtrusnicové klasy jsou nezřetelně odsazeny od olistěné lodyhy. Sporofyly jsou nepatrně větší než lodyžní listy, s bledě zeleným až žlutohnědým nádechem. Výtrusnice jsou rozdílné velikosti a s odděleným pohlavím. Samčí mikrosporangia, v horní části klasu, a samičí megasporangia se nalézají na téže rostlině. Doba zralosti výtrusů je v měsících červenec až srpen.

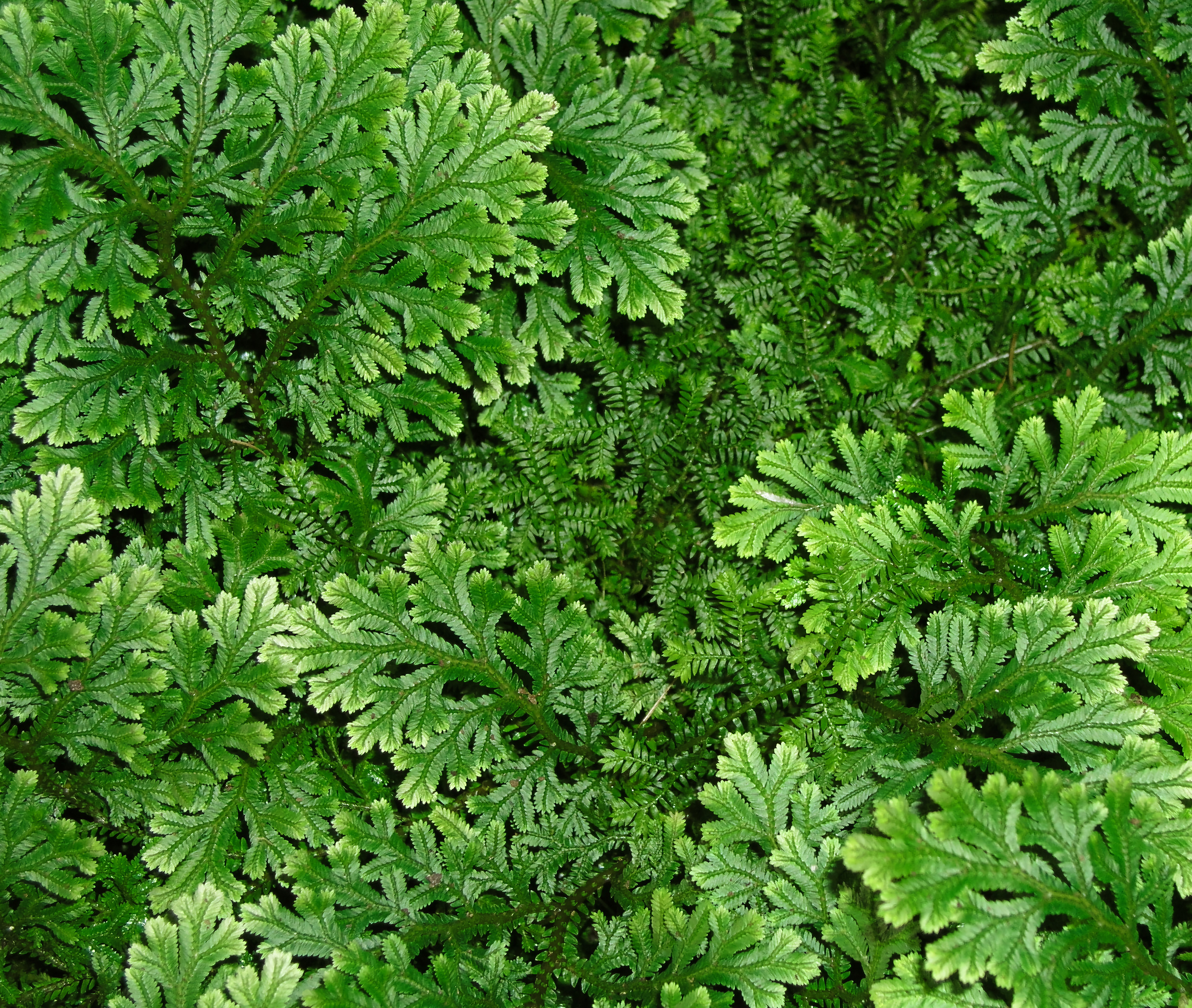
Vraneček Selaginella bryopteris

## Stanoviště a rozšíření
Vranečky jsou rozšířeny kosmopolitně, především však ve vlhkých tropických lesích, kde často rostou jako půdní pokryv. Některé druhy se vyskytují i v mírných zeměpisných šířkách. Středoevropské druhy rostou hlavně v rozvolněných (především horských) trávnících, na skalách a zdech. Několik druhů je přizpůsobeno suchým stanovištím. Příkladem je tzv. růže jerišská (Selaginella lepidophylla) ze Střední Ameriky, jejíž výhony se za sucha kroutí. V Evropě se vyskytuje pět druhů, z nichž pouze dva výše zmiňované jsou původní ve střední Evropě. 
V ČR roste recentně pouze vraneček brvitý, a to na horských loukách v pohořích, jako například
Krušné hory, Smrčiny, Jizerské hory, Krkonoše do 1300 m n. m., Hrubý Jeseník. V Karlových Varech byla nově objevena zplanělá populace vranečku Kraussova, přežívající v trávníku před jedním z lázeňských hotelů.

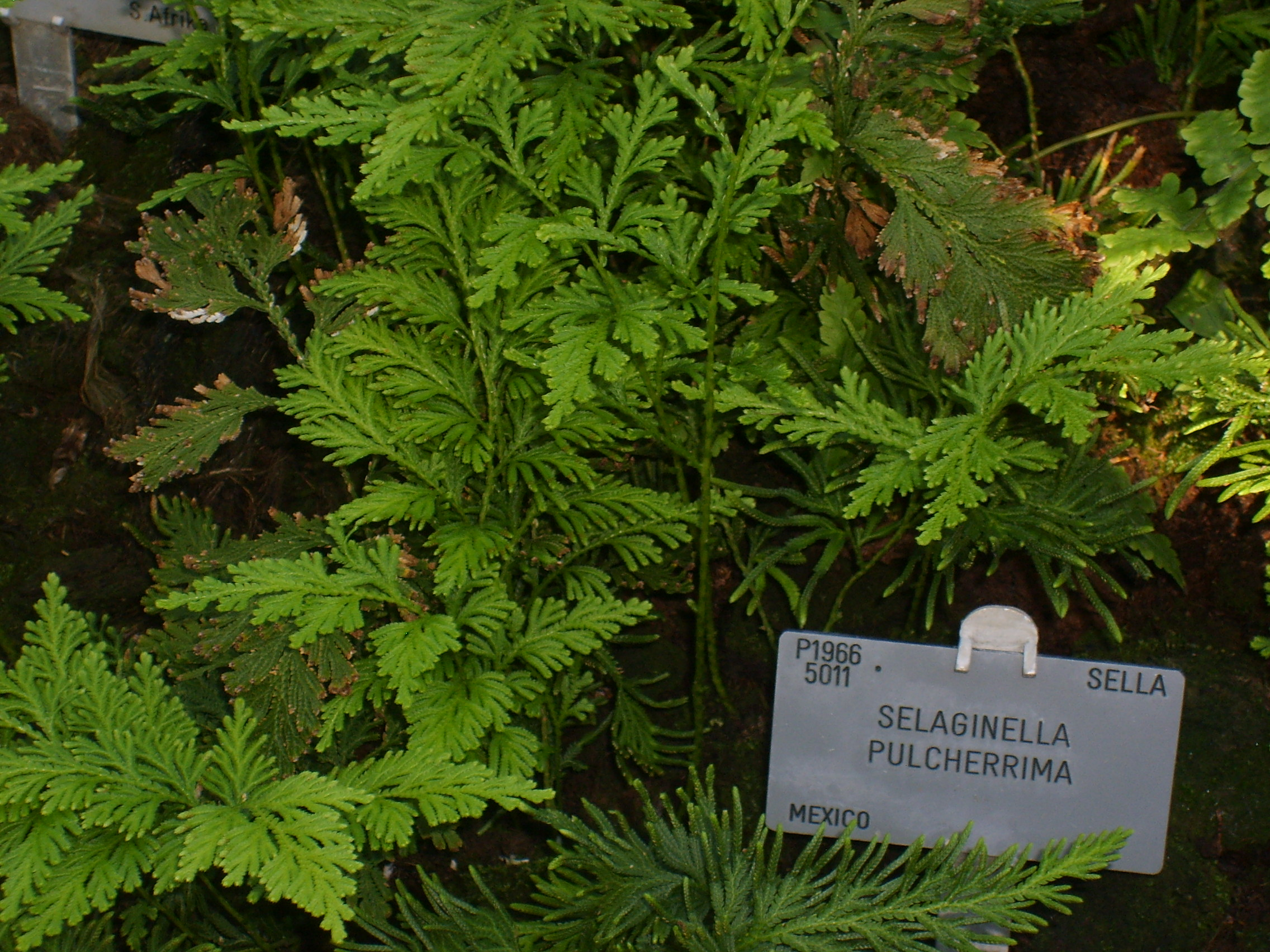
Vraneček Selaginella pulcherrima

## Systematika a zástupci
V roce 2022 bylo databází Plants of the Worl Online uváděno 718 druhů vranečků, rozdělených do množství podrodů, sekcí a sérií.
- Selaginella selaginoides – vraneček brvitý; jediný v Česku se vyskytující, zařazen zde k silně ohroženým druhům květeny (C2), ve stejné kategorii je chráněn i zákonem (§2)
- Selaginella helvetica – vraneček švýcarský; dříve se vyskytoval i v ČR
- Selaginella lepidophylla (nepravá růže z Jericha) – pochází z pouštních oblastí Texasu a Mexika. V suchém období svinuje listy.
- Selaginella doederleinii – pochází ze západní Asie. Sušená se využívá v lékařství.
- Selaginella kraussiana – vraneček Kraussův
- Selaginella gracilit – pochází z Polynésie a dorůstá výšky až 90cm.
- Selaginella willdenowii – vraneček deštníkovitý – často se prodává jako dekorativní rostlina
- Selaginella schlechteri – vraneček Schlechterův
- Selaginella erythropus – vraneček rudoosý
- Selaginella denticulata – vraneček zoubkatý
- Selaginella bellula – vraneček půvabný
- Selaginella arbuscula – vraneček stromkovitý

## Význam a využití
Některé druhy se pěstují jako stálezelené okrasné rostliny a zejména krátce před Silvestrem se prodávají souběžně s "jetelem štěstí" jako tzv. mech pro štěstí, například Selaginella martensii, Selaginella willdenowii, Selaginella kraussiana a Selaginella uncinata. Některé se používají jako závěsné rostliny. Vzhledem k tomu, že jsou citlivé na mráz, obvykle se v mírných oblastech nepěstují venku. V obchodě se nabízí také takzvaná "růže z Jericha".